# Trniče
Trniče – wieś w Słowenii, w gminie Starše. W 2018 roku liczyła 416 mieszkańców.